# Vannella simplex
Vannella simplex is een soort in de taxonomische indeling van de Amoebozoa. Deze micro-organismen hebben geen vaste vorm en hebben schijnvoetjes. Met deze schijnvoetjes kunnen ze voortbewegen en zich voeden. Het organisme komt uit het geslacht Vannella en behoort tot de familie Vannellidae. Vannella simplex werd in 1965 ontdekt door Bovee.